# Khu du lịch Bửu Long

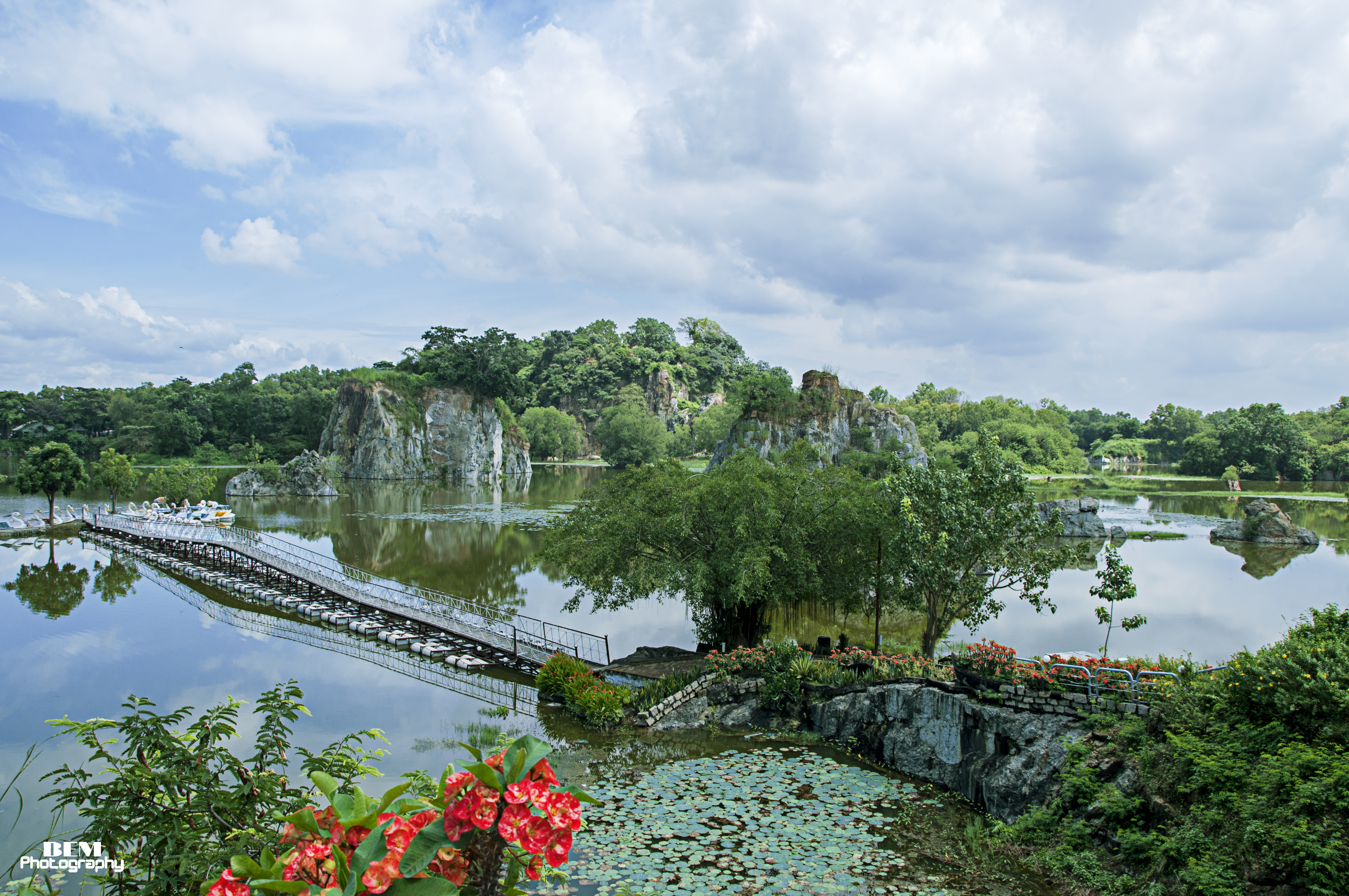
Một góc khu du lịch Bửu Long

Khu du lịch Bửu Long nằm ở phường Bửu Long, cách trung tâm thành phố Biên Hòa 6 km về hướng Tây Bắc, cách TPHCM chỉ 30 km về hướng Đông. Diện tích khoảng 84 ha, cao trung bình 100m so với mặt nước biển.

## Địa hình
Địa hình khu danh lam thắng cảnh Bửu Long là dạng địa hình trung chuyển từ cao nguyên Nam Trung Bộ đến miền đồng bằng, một địa hình bằng phẳng có đồi, núi, ao, hồ và sông.
Núi đá Bửu Long được tạo thành cách nay từ 100-150 triệu năm và có độ cao trung bình từ 150m  so với mực nước biển.

## Lịch sử
Trước năm 1975, Bửu Long là một vùng núi đá hoang sơ và còn trong  tình trạng khai thác đá do các dân cư địa phương. Năm 1980, UBND tỉnh quyết định quy hoạch vùng núi đá Bửu Long thuộc 2 xã Tân Thành và Bửu Long với diện tích 84 ha. Năm 1990, thành lập Khu Du Lịch Bửu Long và Bộ Văn hóa, Thể thao và Du lịch công nhận Khu danh thắng Bửu Long là khu di tích lịch sử văn hóa cấp quốc gia. Năm 1993, được mở rộng thêm 83,67 ha. Năm 2000, được chọn làm điểm tổ chức lễ hội đón giao thừa chào thế kỷ mới từ 29 tháng 12 năm 2000-03 tháng 01 năm 2001.

## Du lịch

### Núi Long Ẩn
Núi Long Ẩn nằm về hướng Đông Khu danh thắng, diện tích 0,3 ha, cao nhất trong số những ngọn núi ở đây, kiến tạo núi chủ yếu là đá xanh với những hình thù kỳ lạ, đan xen đá núi là thảm xanh thực vật. Trên núi Long Ẩn có Chùa Hang hay còn gọi là Long sơn thạch động, từ chân núi du khách bước lên 99 bậc thang đá là đến nơi. Kiến trúc sư Bùi xuân khoa xây dựng

### Long Sơn thạch động
Cụm Long Sơn thạch động (còn gọi là Chùa Hang) nằm trên núi Long Ẩn.Chùa được xây dựng vào đầu thế kỷ XX bằng vật liệu hiện đại, thờ Phật và Quan thế âm Bồ tát.Ở đây có ngôi chùa dẫn đến thạch động, miệng hang rộng và hẹp dần vào trong, trông như hàm ếch. Trên vách núi có nhiều nhũ đá rũ xuống, kỳ ảo, lung linh dưới ánh đèn trang trí. Trên núi Long Ẩn có nhiều chùa, am. Khách hành hương lên đây lễ Phật rồi ra về đều cảm thấy tâm hồn thư thái như rũ bỏ được những vướng bận trần tục.

### Hồ Long Ẩn
Hồ Long Ẩn là hồ nước do nhân dân trong vùng khai thác đá từ hàng thế kỷ nay tạo thành.Hồ rộng 18,5ha, chỗ sâu nhất là 22m, mặt hồ nhiều cồn đá, vách đá dựng đứng. Đứng trên đỉnh núi cao nhìn xuống sẽ thấy mây nước mênh mông, nước hồ ánh lên trong suốt hòa với những gộp đá xanh lớn nhỏ theo từng đợt sóng nhấp nhô như một "Vịnh Hạ Long thu nhỏ" của Nam Bộ.

### Hồ Long Vân
Hồ Long Vân nằm ở giữa núi Long Ẩn và núi Bình Điện, mặt hồ luôn trong xanh phẳng lặng bởi vì không có đá nhô lên như hồ Long Ẩn, cho nên tạo phong cảnh sơn thủy hữu tình và rất nên thơ.

### Cầu tình yêu
Cầu tình yêu bắt ngang hồ Long Ẩn, được bày trí lãng mạn những "cây trái tim" đỏ rực trong nắng, là nơi yêu thích của rất nhiều cặp đôi để bày tỏ tình cảm, lưu lại kỉ niệm qua những khung hình được chụp trên cầu.

### Thiên Hậu Cổ Miếu
Thiên Hậu Cổ Miếu thờ Bà Thiên Hậu, ông Tổ Sư nghề đá và ông Quan Công. Cứ 3 năm vào ngày 10 tháng 6 AL Chùa Bà Thiên Hậu đáo lệ 1 lần, ngày cúng được tổ chức 3 ngày liên tục: cúng 2 mặn, 1 chay, tổ chức diễn tuồng phục vụ cho khách địa phương. Nhất là người Hoa từ TP.HCM và nhiều du khách các nơi đều tụ tập về đây.

## Các hoạt động

### Khu trung tâm-Giải trí
Khu trung tâm là nơi tổ chức các hoạt động trò chơi giải trí để phục vụ cho lứa tuổi thiếu nhi: xe điện đụng, phao đụng, nhà banh, thúc lắc…được bố trí trong một khu rừng tràm rợp bóng mát, đồng thời là nơi thường xuyên tổ chức các hoạt động hội trại lớn cho các đoàn thể, trường học, cơ quan, công nhân các xí nghiệp…

### Khu thú tiền sử
Đây là một khu vườn nhỏ rộng khoảng trên 2 ha với nhiều loại chim thú như: tu can, thiên nga, vẹt xanh, vẹt xám, vẹt cánh xanh, công xanh, công trắng, trỉ, tu hú đầu đen và xanh, cùng một số gà kiểng…trong đó, đặc biệt bộ sưu tập sinh vật thú tượng thời tiền sử được tái hiện: Khủng long khè lửa (cao khoảng 8m), lôi long, voi ma mút, tê giác 9 sừng, tắc kè lửa và núi lửa.

### Khu nhà hàng-Khách sạn
Nhà hàng Du Long và Khu Nhà Hàng – Khách Sạn Bửu Long được xây dựng biệt lập trên đồi cao nhìn ra mặt hồ Long Ẩn với những phòng kiểu nhà rong biệt lập.

## Phương tiện

### Xe Buýt
Từ Bến xe TP. Biên Hòa đi xe buýt tuyến số 7 (Bến xe TP. Biên Hòa-Bến xe Vĩnh Cửu) tới khu du lịch Bửu Long

### Xe máy hoặc xe hơi(ô tô)
Từ quốc lộ 1km rẽ vào đường Huỳnh Văn Nghệ chừng 2,4 km tới khu du lịch Bửu Long